# Bolax vauriae
Bolax vauriae är en skalbaggsart som beskrevs av Frey 1976. Bolax vauriae ingår i släktet Bolax och familjen Rutelidae. Inga underarter finns listade.